# Марк Суилий Нерулин
Вижте пояснителната страница за други личности с името Суилий.
Марк Суилий Нерулин (на латински: Marcus Suillius Nerullinus) е политик и сенатор на Римската империя.
Син е на големия обвинител Публий Суилий Руф (суфектконсул между 41 и 45 г.) и доведената дъщеря на поета Овидий. Брат е на Суилий Цезониан, който е привърженик на Месалина.
През 50 г. Нерулин е редовен консул заедно с Гай Антисций Вет. След осъждането на баща му през 59 г. Нерон пречи и той да е съден, но е изключен при раздаването на провинции-управителствата. Едва през 69/70 г. той става проконсул на провинция Азия.